# Petr Lisičan
Petr Lisičan (ur. 5 czerwca 1962 w Poličce, zm. 22 kwietnia 2012 w Jilemnicach) – czeski biegacz narciarski reprezentujący Czechosłowację, zawodnik klubu Dukla Liberec.
W Pucharze Świata zadebiutował 27 stycznia 1985 roku w Seefeld, zajmując 15. miejsce w biegu na 50 km. Tym samym już w swoim debiucie zdobył pierwsze pucharowe punkty. Nigdy nie stanął podium zawodów tego cyklu, najlepszy wynik osiągnął 16 lutego 1985 roku w Witoszy, kończąc rywalizację w biegu na 15 km na ósmej pozycji. W klasyfikacji generalnej sezonu 1984/1985 zajął ostatecznie 33. miejsce.
W 1985 roku wystartował na mistrzostwach świata w Seefeld, gdzie zajął ósme miejsce w sztafecie, a na dystansie 50 km stylem klasycznym był piętnasty. Na rozgrywanych dwa lata później mistrzostwach świata w Oberstdorfie był czwarty w sztafecie. Brał też udział w igrzyskach olimpijskich w Calgary w 1988 roku, zajmując 29. miejsce w biegu na 30 km oraz 23. miejsce w biegu na 50 km.
Zmarł w 2012 roku po długiej chorobie.

## Osiągnięcia

### Igrzyska olimpijskie
| Miejsce | Dzień     | Rok  | Miejscowość | Konkurencja             | Czas biegu | Strata  | Zwycięzca           |
| ------- | --------- | ---- | ----------- | ----------------------- | ---------- | ------- | ------------------- |
| 29.     | 15 lutego | 1988 | Calgary     | 30 km stylem klasycznym | 1:24:26,3  | +6:56,8 | Aleksiej Prokurorow |
| 23.     | 27 lutego | 1988 | Calgary     | 50 km stylem klasycznym | 2:04:30,9  | +7:13,5 | Gunde Svan          |

### Mistrzostwa świata
| Miejsce | Dzień     | Rok  | Miejscowość      | Konkurencja             | Czas biegu | Strata  | Zwycięzca  |
| ------- | --------- | ---- | ---------------- | ----------------------- | ---------- | ------- | ---------- |
| 8.      | 24 lutego | 1985 | Seefeld in Tirol | Sztafeta 4 × 10 km      | 1:52:21.0  | +4:07.0 | Norwegia   |
| 15.     | 27 lutego | 1985 | Seefeld in Tirol | 50 km stylem klasycznym | 2:10:49.9  | ?       | Gunde Svan |
| 4.      | 15 lutego | 1987 | Oberstdorf       | Sztafeta 4 × 10 km      | 1:38:04,6  | +1:50,7 | Szwecja    |

### Puchar Świata

#### Miejsca w klasyfikacji generalnej
- sezon 1984/1985: 33.
- sezon 1985/1986: 49.

#### Miejsca na podium
Lisičan nigdy nie stanął na podium zawodów PŚ.